# 32302 Mayavarma
32302 Mayavarma è un asteroide della fascia principale. Scoperto nel 2000, presenta un'orbita caratterizzata da un semiasse maggiore pari a 2,2097933 UA e da un'eccentricità di 0,1118456, inclinata di 5,76995° rispetto all'eclittica.